# Rhode Makoumbou

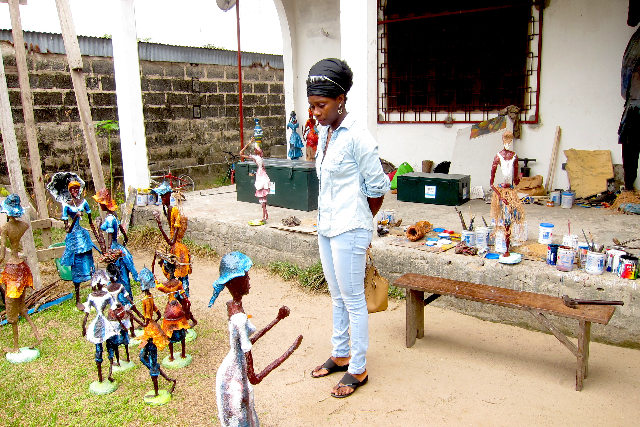
Rhode Makoumbou in ihrem Atelier

Rhode Bath-Schéba Makoumbou (* 29. August 1976, Brazzaville, Republik Kongo) ist eine kongolesische Künstlerin. Sie arbeitet in den Bereichen Ölmalerei und Bildhauerei und hat international ausgestellt. Sie arbeitet von Brüssel und Brazzaville aus. 2012 gewann sie den Grand Prix des Arts et Lettres des Präsidenten der Republik (Kongo) und wurde im nächsten Jahr zur Offizierin des Ordre du Dévouement Congolais.

## Leben
Rhode Bath-Schéba Makoumbou wurde am 29. August 1976 in Brazzaville geboren. Sie ist die Tochter des Malers David Makoumbou. Makoumbou gestaltet seit 1989 Kunst, ursprünglich Ölgemälde, die mit einem Messer angefertigt wurden. Diese weisen Einflüsse des Realismus, Expressionismus und Kubismus auf. Seit 2002 hat sie auch Skulpturen geschaffen. Dabei arbeitet sie mit Sägespänen und Holzleim auf einem Drahtgestell. Die Figuren stellen oft aussterbende ländliche Gewerbe Afrikas dar und sind bis zu 3 m groß.
Makoumbous Arbeiten wurden in mehr als 230 Ausstellungen in aller Welt gezeigt. Sie gewann 2012 den Grand Prix des Arts et Lettres der Republik Kongo. Sie ist seither nach Brüssel, Belgien, gezogen. Anlässlich des Pan-African Music Festival am 13. Juli 2013 wurde sie ausgezeichnet als Officier des Ordre du Dévouement Congolais.
Makoumbou hat auch mit Frisuren experimentiert und sowohl traditionelle, als auch moderne Frisuren an Modellen kreiert, die bei der Brussels Ethno Tendance Fashion Week im November 2017 ausgestellt wurden. Sie unterhält Workshops in Brüssel und Brazzaville.